# Max Berlin
Pour les articles homonymes, voir Berlin (homonymie) et Cerrone.
Jean-Pierre Cerrone, dit « Max Berlin » est un DJ français. Son plus grand succès est Elle et moi, une chanson aux influences funk de 1978 rééditée en 1987.[réf. nécessaire]

## Biographie
Jean-Pierre Cerrone, plus connu sous le pseudonyme Max Berlin, est un musicien et producteur français, actif principalement dans les années 1970 et 1980. Demi-frère du célèbre musicien disco Marc Cerrone, il développe une œuvre plus confidentielle, oscillant entre disco, funk minimaliste et synth-pop teintée d’érotisme, souvent considérée comme avant-gardiste.
En 1978, il publie le single Dream Disco, une œuvre hypnotique et sensuelle qui marque le début de son style unique. La même année sort l’album Max Berlin's, contenant la première version du titre emblématique Elle et moi.
Les productions de Max Berlin se caractérisent par des lignes de basse rondes, des synthétiseurs évanescents et une voix parlée, souvent érotisée, qui rappelle les expérimentations de Serge Gainsbourg ou les productions de Giorgio Moroder.

## Elle et moi
La chanson Elle et moi est sortie en 1978 sur l'album Max Berlin's. Elle a été reprise par plusieurs DJ et a servi de base, entre autres, au New Beat,. Le rôle de la chanson et de Max Berlin est abordé dans le documentaire The Sound of Belgium de Jozef Devillé, réalisateur et documentariste belge,[Qui ?] sorti en 2012. Elle et moi a été utilisée par Tom Barman dans son film de 2003, Any Way the Wind Blows. En avril 2017, le single a été réédité en édition limitée 12" sur vinyle blanc.

## Discographie
- Max Berlin's (1978)
- Dream Disco (1978)
- Worldwide Party (1979)
- 500w. (1980)
- Elle Et Moi (1987)